# Актуатор
Актуатор, інакше актюатор (англ. Actuator) — виконавчий механізм або його активний елемент, що перетворює один вид енергії (електричну, магнітну, теплову, хімічну) в іншу (найчастіше — в механічну), що призводить до виконання певної дії, заданої керуючим сигналом.

## Опис
Слово «актуатор» походить від англійського терміна «actuator» — пристрій або елемент будь-якого пристрою, який може «діяти». Як правило, коли говорять про актуатори, мова йде про механічну дію — наприклад, про лінійне переміщення або обертання. У мікро- і наносистемах замість електромагнітного принципу перетворення енергії, що використовується повсюдно в макроелектроніці, часто використовують п'єзоелектричний або електростатичний ефекти.
До простих типів електричних актуаторів відносяться електростатичні пристрої на основі плоскопараллельних конденсаторів. Теплові актуатори зазвичай створюють, використовуючи ефекти теплового розширення або деформації контакту двох матеріалів (часто — пари метал-діелектрик) з різною величиною коефіцієнта лінійного теплового розширення. Розігрів елементів здійснюють, пропускаючи через них електричний струм або нагріваючи навколишнє середовище. Такі актуатори можуть розвивати чималі зусилля, однак ефективність використання енергії в них дуже мала (зазвичай не перевищує 0,1 %).
Хімічне управління актуаторами може здійснюватися за допомогою зміни як складу навколишнього середовища, його кислотності, так і інших чинників, зокрема, світла. Як специфічний різновид хімічних наноактуаторів можна розглядати так звані біологічні молекулярні мотори. Прикладом такого мотора може бути фермент ендонуклеаза рестрикції EcoR124I. Цей крихітний пристрій здатний виштовхувати і втягувати стрижень діаметром 2 нанометри, зроблений з молекули ДНК, зі швидкістю майже 190 нанометрів за секунду, а загальне переміщення може досягати трьох мікрометрів. Замість «нанобатарейки», такий молекулярний мотор використовує молекули АТФ (АТФ — аденозин 5'-трифосфат) — джерело енергії, що використовується живими клітинами. Щоб «включити» такий «мотор», потрібно «впорснути» порцію молекул АТФ.
Інший молекулярний мотор — АТФ-синтетаза, призначений для синтезу або гідролізу молекул АТФ, а також для перенесення протонів (H+) через мембрану клітини. За ефективністю роботи і силою АТФ-синтетаза істотно перевершує всі відомі у природі молекулярні мотори. Типова сила, що продукується такою молекулярною турбіною, становить близько 1 пН, а потужність близько 1 аВт (1 • 10−18). Існує безліч інших наноактуаторів, створених на основі біологічних молекул, полімерів, кремнію та інших матеріалів.

## Ресурси Інтернету
- Наноэлектромеханические системы // Сайт «Нанометр». —www.nanometer.ru/2008/12/21/nems_54998.html